# 森林城市 (艾奧瓦州)
森林城市（Forest City）是美国艾奥瓦州温纳贝戈县和漢考克縣的城市，是温纳贝戈县的县城。2010年人口普查中的人口为4,151人，比2000年人口普查中的4362人少。